# 台湾兔儿伞
臺灣破傘菊（學名：Syneilesis intermedia (Hayata) Kitam.）為臺灣特有的兩種破傘菊屬植物之一（另一種為高山破傘菊），又稱臺灣兔兒傘。相較族群相對穩定的高山破傘菊，本種於戰後曾因超過半世紀沒有採集紀錄，被推測已滅絕，直至2008年左右才又重新確認仍生存於苗栗低地草原。因族群數量稀少，《2017年臺灣維管束植物紅皮書名錄》將其受脅等級評定為「嚴重瀕危 (Critically Endangered, CR)」。

## 形態
中大型草本，植株高度可達80至160公分，全株光滑。葉近革質，節間由植株基部往上漸次變長；近基部之葉呈圓盾狀，徑長約35公分，葉柄細長且做盾狀著生、葉身掌狀深裂，猶如豎立地面之破傘，裂片一般5至9枚，裂片本身復又二裂（一至二回），先端銳尖，葉緣帶不規則缺刻齒；植株上部莖生葉體積較小、葉柄短、葉身細狹、葉裂較不明顯。頭狀花序淡粉色，繖房狀著生於花序軸上；單一頭花約由14至16朵管狀花構成，外覆兩輪總苞；單朵花之花冠五裂、白色，花梗5至16公釐。
本種與臺灣另一特有植物高山破傘菊（學名：Syneilesis subglabrata (Yamam. & Sasaki) Kitam.）為同屬關係，兩者可透過地理分布、花序與葉裂形態有效區分：臺灣破傘菊僅分布苗栗低地草原，植株較壯碩，頭花繖房狀排列，葉裂邊緣齒裂較淺（偏屬鋸齒緣）；高山破傘菊特產本島中部海拔1200至2800公尺山區林下，植株較纖細，頭花圓錐狀排列，葉裂邊緣齒裂較深（有時已接近裂片）。

## 分布與棲地
破傘菊屬（學名：Syneilesis Maxim.）為一特產東亞地區的菊科種群，全球已知6種，臺灣已知2種，均為臺灣特有，其中臺灣破傘菊侷限分布苗栗海拔300至500公尺開闊草原，多位於低地丘陵或公墓環境。

## 分類

### 發現與早期分類
臺灣破傘菊最早由法國傳教士佛歐里神父（Urbain Jean Faurie）於1903年來臺時採自"Bioritsu"，即今日苗栗，該標本於1906年為早田文藏引證，發表新種Senecio intermedius Hayata，後改列入蟹甲草屬（Cacalia L.），修訂學名為Cacalia intermedius (Hayata) Hayata。直至1937年，本種才由北村四郎重新分類作Syneilesis intermedia (Hayata) Kitam.，並沿用至今。
本種採集紀錄一向稀少，日治時期僅知3份標本，分別為1911年川上瀧彌與佐佐木舜一、1923年島田彌市、1940年鈴木時夫，採集地均位於苗栗通霄一帶；戰後截至1998年《臺灣植物誌第二版》菊科篇章出版，未新增任何採集紀錄。彭鏡毅等人曾於《臺灣植物誌第二版》註記「已逾70年未有採集紀錄，可能已滅絕」（原文：not collected for more than 70 years, possibly extinct）。

### 再發現
2008年，臺灣生態觀察家蔡志忠先生於苗栗調查捕魚木屬（學名：Grewia L.）植物期間，意外發現臺灣破傘菊野生族群，分布範圍約50至100平方公尺，確認本種仍生存於臺灣，並與漏盧（學名：Echinops grijsii Hance）、島田氏雞兒腸（學名：Aster shimadae (Kitam.) Nemoto）、庭梅（Prunus pogonostyla Maxim.）、臺灣野茉莉（Styrax matsumurae Perkins）、高氏柴胡（Bupleurum kaoi T.S.Liu, C.Y.Chao & T.I.Chuang）等稀有植物相互伴生。《2017年臺灣維管束植物紅皮書名錄》根據族群佔有面積小於10平方公里、棲地數目僅有一處、成熟個體數少於50株等現況，評定受脅等級為「嚴重瀕危 (Critically Endangered, CR)」。

## 爭議
本種自2008年再發現以來，原棲地成為許多植物愛好者重點造訪的地點之一，卻也帶來爭議性結果，如2010年疑似遭大規模挖掘、濫採，過程更波及伴生的漏盧族群。